# راشيل كوشنر
راشيل كوشنر (بالإنجليزية: Rachel Kushner)‏ (1968، يوجين في الولايات المتحدة)؛ صحفية، كاتِبة وروائية أمريكية.

## الجوائز
- زمالة غوغنهايم

## روابط خارجية
- راشيل كوشنر على موقع IMDb (الإنجليزية)
- راشيل كوشنر على موقع مونزينجر (الألمانية)